# Mirko Lendvaj
Mirko Lendvaj (Drnje, 1889. – Koprivnica, 1936. ), hrvatski liječnik i političar
Osnovno školovanje je završio u Drnju, gimnaziju u Varaždinu, medicinski fakultet u Innsbrucku i Grazu gdje je diplomirao. Bio je gradski i kotarski liječnik u Koprivnici, predsjednik podružnice Crvenog križa u Koprivnici, bio je predsjednik Vatrogasnog društva Koprivnica (1934-1935.) i Vatrogasne župe Koprivnica (kao starješina je 1933. godine pokrenuo posebne novine za vatrogasna pitanja "Podravski zvon"), starješina Hrvatskog sokola (1921-1922.) itd. Od godine 1927. do 1928. bio je kr. vladin povjerenik za grad Koprivnicu (na dužnosti gradonačelnika Koprivnice), a to je i razumljivo jer je tada pripadao Davidovićevoj Demokratskoj stranci pa je 1927. godine bio njen kandidat za ulazak u parlament.